# زيويه (سقز)
قرية زيويه (بالكردية: زێویە) هي إحدى القرى التابعة لـكولتبه في ريف قسم زيويه من مقاطعة سقز، في محافظة كردستان الإيرانية.

## السكان
حسب إحصاءات سنة 2006، بلغ إجمالي السكان في زيويه 304 نسمة وعدد المساكن 67 مسكن. لغة سكان زيويه هي اللغة الكردية و هم من أهل السنة والجماعة والمذهب الشافعي.